# PréndeMe: La historia de Leopold y Loeb
Thrill Me: The Leopold & Loeb Story, conocida en español como Préndeme o Excítame, según sus versiones al español, es un musical dramático con libreto, música y letras de Stephen Dolginoff. Se basa en la historia real de Nathan Leopold y Richard Loeb, quienes cometieron un crimen un atroz crimen en 1924 en Chicago. La trama se centra en su relación, donde Richard, obsesionado con Nietzsche, persuade a Nathan para cometer delitos. 
El musical se desarrolla mediante una serie de flashbacks narrados desde el punto de vista de Nathan, quien, en el presente, reconstruye los acontecimientos que condujeron a la tragedia. Fuera de enfocarse en los hechos criminales, el musical da un giro profundizando en la relación de ambos criminales, abarcando temas de manipulación emocional, relaciones de poder, convirtiéndose así en un thriller psicológico.
La obra se estrenó en 2003 con una producción inicial en el Festival Internacional de Teatro de Nueva York. Posteriormente, en 2005, fue presentada en una producción off-Broadway por la York Theatre Company en asociación con Jim Kierstead. Desde entonces, Thrill Me ha sido publicada en Estados Unidos por Dramatists Play Service y en el Reino Unido por Samuel Frecnh Ltd. El musical ha sido adaptado en múltiples países, incluyendo China, Corea del Sur, España, México, Japón, Alemania, Polonia, África Austral, Rumania y República Checa. Además, cuenta con una grabación en CD editada por Original Cast Records, disponible para Japón, Corea del Sur, China, Reino Unido y México.
En 2024, Stephen Dolginoff publicó Thrill Maker, un libro en el que narra su experiencia desarrollando el musical -cuyo proceso de escritura inició en 1994-, así como la historia de la obra a lo largo de sus 30 años de existencia. 

## Producción
La producción original de Thrill Me se estrenó en 2003 en el Festival Internacional de Teatro Midtown de la ciudad de Nueva York, bajo la dirección de Martin Charnin.  Posteriormente, se presentó en una breve temporada off-Broadway, producida por la compañía teatral sin fines de lucro York Theatre Company, con James Morgan como director artístico de producción y Jim Kierstea como coproductor. El montaje se estrenó el 16 de mayo de 2005 y se mantuvo hasta el 21 de agosto. Fue dirigido por Michael Rupert, y protagonizado por propio el autor Stephen Dolginoff como Leopold, y Doug Kreeger como Loeb. Las voces en off estuvieron a cargo de Stephen Bogardus, John McMartin y el mismo Rupert  Hacia el fin de temporada, Shonn Wiley asumió el papel de Loeb en reemplazo de Kreeger.
Thrill Me ha sido montado en más de 150 producciones alrededor del mundo, en 16 países y traducido a 10 idiomas. En Estados Unidos, se ha presentado en diversos teatros regionales, incluyendo producciones en Seattle y Buffalo en las que el propio Dolginoff interpreta a Leopold. A nivel internacional, el musical ha sido representando en Seúl, Corea del Sur (en coreano), Atenas, Grecia (en griego), Melbourne, Australia, Tokio, Japón (en japonés),  Madrid, España y México (en español), Datteln, Alemania (en alemán), Bélgica (en neerlandés),  así como en Inglaterra, Escocia, Austria, Canadá, Argentina, China, República Checa y Polonia.
Una grabación del musical fue lanzada por Original Cast en 2006 con Kreeger y Dolginoff.
Una producción grande de Los Ángeles contó con Alex Schemmer y Stewart W. Calhoun en el Hudson Backstage Theatre.
Una nueva producción profesional se estrenó en febrero de 2010 en el Centro Seymour de Sídney, Australia. La producción contó con Benjamin Giraud como Leopold, Blake Erickson como Loeb, así como con las voces de Jason Langley, Jennifer Vuletic y Barry Crocker . 
Una producción de Londres con Jye Frasca y George Maguire como Leopold y Loeb junto con las voces de Patricia Quinn, Lee Mead y Les Dennis estrenó en abril de 2011 en el Teatro Tristan Bates   y se trasladó al Teatro Charing Cross del West End en mayo de 2011 para una temporada corta de 4 semanas. 
El estreno canadiense fue presentado por la compañía Fighting Chance Productions en Vancouver, Columbia Británica. Dirigido por Ryan Mooney y con dirección musical de Alison Dalton, contó con la participación de Michael Gill y Braedon Cox, quienes fueron nominados a los Premios Ovation por sus actuaciones y ganaron los premios Theatre BC a Mejor Actor Principal. La obra se representó en el Teatro Shop en noviembre de 2012.
La compañía Capricorn 9 Productions presentó una producción canadiense posterior. Producida y dirigida por Larry Westlake en el íntimo Teatro Red Sandcastle de Toronto, se presentó por tiempo limitado del 12 al 26 de julio de 2013.
En 2017, Stephen Dolginoff y Doug Kreeger repitieron sus papeles de Nathan Leopold y Richard Loeb en una reposición especial de Thrill Me . 
En 2019, el Teatro Hope presentó Thrill Me en su décima producción propia. El espectáculo fue nominado a Mejor Escenografía en los Premios Off West End y tanto Bart Lambert  (Nathan) como Jack Reitman (Richard) ganaron el premio a la Mejor Interpretación Masculina en un Musical.  Esta producción se trasladó al Teatro Jermyn Street en enero y febrero de 2022, con Lambert y Reitman repitiendo sus papeles. 

En 2024, se estrenó la primera producción mexicana, bajo el nombre PréndeMe. Producida por Ricardo Ian, dirigida por Jaime Rojas y traducida por Xavier Villanova, se presentó en el Teatro Sogem Wilberto Cantón. La primera temporada contó con Peter Álvarez como Nathan (alternando con Johnny Montero), Gonzalo Aburto (alternando con Luis Anduaga) como Richard, así como Mario Cassan como único músico en el piano. En 2025, tuvo una segunda temporada en el Teatro Milán, incorporando al actor de Nelson Carreras como Nathan, con Gonzalo Aburto y Luis Anduaga alternando el rol de Richard. Posteriormente, regresó al Teatro Wilberto Cantón para una tercera temporada, con el regreso de Nelson y Gonzalo, así como el ingreso de Daniel Mendoza (Nathan) y Robert Coronel (Richard). Asimismo, Nelson Carreras y Luis Anduaga están confirmados para participar en una próxima temporada de Thrill Me en su versión en Inglés para la producción de Shanghái, China.

## Trama
Corre el año 1958 en la prisión de Joliet, Illinois, donde Nathan Leopold se enfrenta a una junta de libertad condicional por quinta vez. Les cuenta los hechos del "crimen del siglo" que lo envió a prisión treinta y cinco años antes ("Why?"). Pero esta vez les da más información, con la esperanza de que esto le de su libertad. Ocurre un flashback, regresando al Chicago de 1924, donde, siendo un joven de diecinueve años, se reencuentra con Richard Loeb, un compañero de clase con quien ha compartido amistad, sexo y participación en delitos menores. Richard, quien regresaba de la universidad, trata a Nathan con indiferencia. Nathan le ruega que retomen su relación antes de separarse, pues asistirían a diferentes universidades para estudiar derecho ("Everybody Wants Richard"). Richard cede e invita a Nathan a  lo que haría por la noche: prender fuego a un almacén abandonado. Frente al fuego ("Nothing like a fire"), que excita a Richard, Nathan finalmente consigue lo que tanto quiere.
Al día siguiente, Nathan le implora a Richard, quien lee ferozmente a Nietzsche, que detenga los crímenes. En cambio, Richard, ahora inspirado por la teoría del superhombre, amenaza con abandonar a Nathan por completo a menos que creen un "A written contract", que detalle que Richard solo satisfará las necesidades sexuales de Nathan a cambio de que sea su cómplice. Nathan acepta a regañadientes. Firman con sangre y su racha de crímenes continúa hasta que Richard incumple su parte del acuerdo ("Thrill Me"). Richard explica que está aburrido de los delitos menores y quiere cometer un crimen "superior": el asesinato de un niño ("The Plan") y un falso plan de rescate tras el asesinato. Richard insiste en que su intelecto y su meticulosa conspiración evitarán que los atrapen. Nathan no tiene más remedio que aceptar o arriesgarse a la ira de Richard.
En 1958, en Joliet, ante la Junta de Libertad Condicional, Nathan explica sus sentimientos ("Way Too Far") al recordar cómo Richard preparó las armas y los materiales del crimen: una cuerda, una palanca y una botella de ácido. Richard atrae a la víctima prometiéndole que la llevaría en su "Roadster". Mientras limpia la escena del crimen, Richard alaba las virtudes de ser "Superior" ante un Nathan conmocionado. De vuelta en casa de Richard, redactan una falsa nota de rescate "Ransom Note" y siguen adelante con sus planes. Al día siguiente, los periódicos revelan que, a pesar de su cuidadosa planificación, el cuerpo ha sido encontrado. Transcurridos unos días, los lentes perdidos de Nathan aparecen cerca de la escena del crimen. Mientras Nathan entra en pánico, Richard intenta calmarlo ("My glasses/Just lay low") por teléfono. Cuando finalmente interrogan a Nathan por los lentes, Richard le ayuda a inventar una coartada de emergencia y le enseña cómo responder a la policía ("I'm trying to think"). Tras el éxito de Nathan con la policía, Richard termina con él para proteger su futuro como abogado. Le recuerda a Nathan que todo habría estado bien si no se le hubieran caído los lentes. Sintiéndose traicionado, Nathan llega a un acuerdo con la fiscalía: entrega a Richard a cambio de una sentencia más leve.

Al ser arrestado, Richard se da cuenta de que no hay escapatoria y usa sus encantos con Nathan ("Keep Your Deal With Me") convenciéndolo de que renuncie al trato y acepte el mismo castigo. Mientras espera el juicio en su celda, Richard no se da cuenta de que Nathan lo oye murmurar para sí mismo que realmente tiene miedo, "Afraid", a pesar de su fachada de fuerza. Gracias a su astuto abogado, Clarence Darrow, escapan de la pena de muerte y son sentenciados a prisión. Tras las rejas, Nathan finalmente revela su impactante plan: temiendo perder a Richard, participó en el asesinato, pero se mantuvo siempre un paso por delante, pues revela que plantó sus lentes conscientemente, para asegurar su deseo de estar con Richard para siempre, o al menos toda la vida más 99 años "Life Plus 99 Years". Ahora que toda la verdad finalmente ha salido a la luz, de vuelta en la prisión de Joliet, Nathan obtiene la libertad condicional. Es una victoria agridulce; dado que Richard fue asesinado por otro recluso años antes, Nathan debe enfrentarse al mundo exterior solo ("Finale").

## Lista de canciones
- Prelude
- Why? - Nathan
- Everybody Wants Richard - Nathan
- Nothing Like a Fire - Richard y Nathan
- A Written Contract - Richard y Nathan
- Thrill Me - Nathan y Richard
- The Plan - Richard y Nathan
- Way Too Far - Nathan
- Roadster- Richard
- Superior - Nathan y Richard
- Ransom Note - Richard y Nathan
- My Glasses/Just Lay Low - Nathan y Richard
- I'm Trying to Think - Richard y Nathan
- Way Too Far (reprise) - Nathan
- Keep Your Deal With Me - Richard y Nathan
- Afraid - Richard
- Life Plus 99 years/Finale - Nathan y Richard

## Recepción
La obra recibió críticas muy positivas. John Kenrick (AtMusicals101) comentó: «Con su formato de dos personajes y su producción física íntima, Thrill Me se ve y se siente como una ópera de cámara, pero la música está muy en línea con el lenguaje del teatro musical contemporáneo. Es sumamente difícil lograr que este tipo de material sea vibrante, pero Stephen Dolginoff lo consigue de forma brillante. Su uso moderado del humor en esta pieza es excepcionalmente efectivo, al igual que su negativa a caer en la excitación o en los clichés de las historias de crímenes reales».  The New York Times escribió: "La historia es familiar, el guion y la letra no son especialmente innovadores, pero de alguna manera... el musical de Dolginoff sobre el caso de asesinato de Leopold y Loeb aterriza como un puñetazo bien colocado, cautivador y un poco impresionante.... Hay que reconocerle el enfoque escueto a la narrativa.... Otros han contado la historia en obras de teatro y películas, pero hay algo descaradamente satisfactorio en la interpretación del Sr. Dolginoff.... [Es] un recordatorio de que el mal a menudo se ve y suena hermoso".  The Hollywood Reporter dijo: "Stephen Dolginoff ha creado un pequeño y oscuro entretenimiento contado en flashbacks que combina las emociones extravagantes y los acoplamientos de conjunto de la ópera verista (con besos y abrazos febriles incluidos) con sonidos y estilos musicales extraídos de Broadway y las baladas agridulces de Franz Schubert y Kurt Weill".  Los Angeles Times escribió: "Un éxito off-Broadway, el musical de dos personajes Thrill Me de Stephen Dolginoff profundiza en la patología distintiva de la relación de los jóvenes, una atracción homosexual que degeneró en una dinámica amo-esclavo de proporciones mortales. Ahora en su estreno en Los Ángeles en el Hudson Backstage, Thrill Me demuestra un debut propicio para la compañía de teatro Havok". 

## Premios y nominaciones
| Año  | Premio                     | Categoría                                   | Nominado (a)                | Resultado         |
| ---- | -------------------------- | ------------------------------------------- | --------------------------- | ----------------- |
| 2005 | ASCAP Music Award          | El premio mismo                             | Thrill Me                   | Ganador           |
| 2006 | Drama Desk Awards          | Mejor Musical                               | Thrill Me                   | Nominado          |
| 2006 | Drama Desk Awards          | Mejor Composición Musical                   | Thrill Me                   | Nominado          |
| 2006 | Outer Critics Circle Award | Mejor Musical Off-Broadway                  | Thrill Me                   | Nominado          |
| 2008 | Los Angeles Ovation Award  | Mejor Musical - Teatro Íntimo               | Thrill Me                   | Nominado          |
| 2008 | Los Angeles Ovation Award  | Mejor Diseño de Iluminación - Teatro Íntimo | Steven Young                | Nominado          |
| 2009 | Los Angeles Garland Award  | Mejor Música y Letras                       | Thrill Me                   | Mención honorable |
| 2011 | Offie Award                | Mejor Nuevo Musical                         | Thrill Me                   | Nominado          |
| 2012 | WhatsOnStage Awards        | Mejor Producción Off-West End               | Thrill Me                   | Nominado          |
| 2020 | Off-West End Awards        | Mejor diseño de escenografía                | Rachael Ryan                | Nominada          |
| 2020 | Off-West End Awards        | Mejor Actuación Masculina en un Musical     | Bart Lambert y Jack Reitman | Ganador           |